# Lionel Chouchan
Pour les articles homonymes, voir Chouchan.
Lionel Chouchan, également connu sous le nom de plume de Lionel Chouchon, est un publicitaire et écrivain français né le 1er octobre 1937 à Paris. 
Il est notamment le créateur, du Festival international du film fantastique d'Avoriaz (1973) disparu en 1994 et remplacé par le Festival Fantastic’Arts de Gérardmer (1994). On lui doit également, avec André Halimi le Festival du cinéma américain de Deauville (1975) ; le Festival du film policier de Cognac qui émigrera ensuite à Beaune, naît en 1982. Il crée ensuite celui de Yukari, station de sports d'hiver au Japon ; il y reste vingt ans, jusqu'à la disparition du Maire. Pendant cette période où il se rend deux fois par an dans l’État nippon, il rencontre l’Association japonaise de Sumo qui devient un de ses clients. En 2004, c'est dans la capitale de l'État brésilien d'Amazonas, Manaus, que le Mondial du film d'aventures voit le jour. Cette création revêt les dimensions d’un évènement quasiment politique car il répond aux inquiétudes du gouvernement brésilien pour la protection de la forêt amazonienne. 

## Études
Lionel Chouchan a fait ses études à Paris, lycée Turgot et École alsacienne, et à Rouen (Seine-Maritime). Il est diplômé de l'École supérieure de commerce de Rouen.

## Carrière
Après avoir été concepteur-rédacteur à l'agence de publicité Provence-NCK (1962-64), Lionel Chouchan a fondé en 1969 l'agence de communication Promo 2000, devenue en 1994 Le Public Système.

## Distinctions
- Chevalier de l'ordre national du Mérite (1998)
- Chevalier de la Légion d'honneur (2007)[réf. souhaitée]

## Œuvres
- La Tête enflée, 1967, prix Pop' Art de littérature
- L'Addition, 1969
- Les Petits Aanars, 1973
- Guide de l'homme seul en province, 1970
- La Descente aux affaires, 1975
- La Papanoïaque, 1980
- Mytho et Mégalo sont sur un bateau, 1982
- Lettre ouverte aux fatigués, 1984, prix Féroce
- Tout juif or not tout juif, 1987
- De la boulotique à la débilotique, 1989, Grand prix de l'humour
- Par 35° de lassitude nord, 1992
- L'Homme qui ne supportait pas les infos, 1997
- Ras le bol point com, 2000
- Mon papa razzi, 2011